# Chédouet
Le Chédouet est un cours d'eau français qui coule dans le  département de la Sarthe. C'est un affluent du Sarthe en rive gauche, donc un sous-affluent de la Loire par la Maine.